# 레드: 더 레전드
레드: 더 레전드(영어: RED 2)는 2013년 공개된 미국의 액션 코미디 영화로, 2010년 개봉한 《레드》의 속편이다.

## 배역
- 브루스 윌리스 - 프랭크 모시스
- 존 말코비치 - 마빈 보그스
- 메리루이즈 파커 - 세라 로스
- 캐서린 지타존스 - 카챠[1]
- 이병헌 - 한조배
- 앤서니 홉킨스 - 에드워드 베일리
- 헬렌 미렌 - 빅토리아 윈슬로
- 브라이언 콕스 - 이반 시마노프
- 데이비드 슐리스 - 프로그
- 닐 맥도너 - 잭 호턴